# Ээтион
Ээти́он (Эти́он, др.-греч. Ἠετίων) — в древнегреческой мифологии царь в городе Фивы (Плакийские) в Мисии (либо Киликии). Отец Андромахи.
Во время захвата города в Троянскую войну, Ахиллом были убиты семь сыновей Ээтиона, и он сам.
У Гомера в Илиаде упоминается также другой правитель с таким же именем.